# Volvo Serie 400

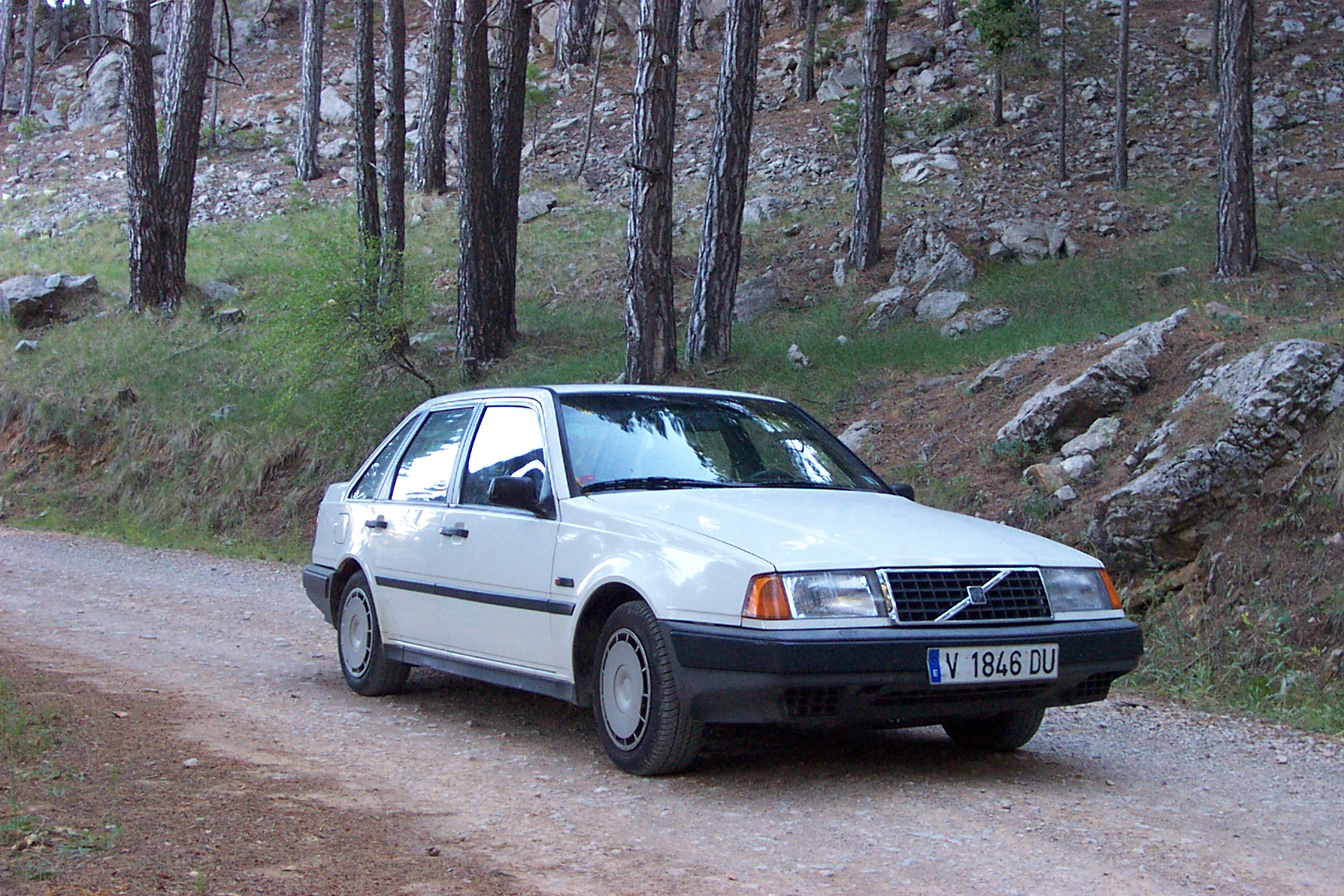
Volvo 440 (1991)

Die 400er-Serie des schwedischen Automobilherstellers Volvo umfasst eine Baureihe von Fahrzeugen, die zur Kompaktklasse gerechnet werden. Zur 400er-Serie gehören folgende drei Modelle:
- Volvo 440 (Schrägheck; 1988–1996), insgesamt 384.682 Stück produziert
- Volvo 460 (Stufenheck; 1989–1996), insgesamt 238.401 Stück produziert
- Volvo 480 (Shooting Break; 1986–1995), insgesamt 76.375 Stück produziert

Als erstes Modell der Serie stellte Volvo 1985 den Volvo 480 der Presse vor. Die Produktion begann ein Jahr später.
Die Wagen der Serie 400 sind die ersten Volvos mit Frontantrieb und quer eingebauten Vierzylindermotoren in Serie.
Die Entwicklung der Volvo-400-Serie begann 1978 unter dem Projektnamen E12. Produziert wurde sie in Born (Limburg) in den Niederlanden.
1979 schlossen Volvo und Renault einen Vertrag über industrielle Zusammenarbeit. Wie schon seit den 1960er Jahren für Daf und danach für den Volvo 343 lieferte Renault auch die Motoren für die 400er Serie.
Mit dem Volvo 480 ging das erste Auto in Serie, das eine Motorhaube aus glasfaserverstärktem Kunststoff mit Wabenkern hatte und den Kühlergrill unter der Stoßstange.
Nachfolgemodelle waren der Volvo S40/V40.